# Sishen Golf Club
De Sishen Golf Club is een golfclub in Kathu, Zuid-Afrika en werd opgericht in 1979, als de Iscor Golf Club. De golfbaan werd ontworpen door de golfbaanarchitect Robert Grimsdell. Het is een 18 holesbaan met een par van 72.
Van 1979 tot en met 1995 heette de golfclub, de Iscor Golf Club, en in 1995 werd de golfclub vernoemd tot de Sishen Golf Club.

## Golftoernooien
De golfclub ontving af en toe grote golftoernooien:
- Kalahari Classic: 1995-1998
- Vodacom Origins of Golf Tour: 2010-2012